# Цецина Деций Агинаций Албин (консул 444 г.)
Флавий Цецина Деций Агинаций Албин (на латински: Flavius Caecina Decius Aginatius Albinus; floruit 440 – 448) е политик на Римската империя през 5 век.

## Биография
Произлиза от фамилията Цецинии, роднина на Цецина Деций Агинаций Албин (praefectus urbi 414 – 415 г.).
Той е преториански префект на Галия през 440 г., преториански префект на Италия 443 – 448 г. През 444 г. Албин e консул заедно с император Теодосий II. Става patricius през 446 г.